# Friedrich von Sachsen-Altenburg (1801–1870)
Friedrich Wilhelm Karl Joseph Ludwig Georg von Sachsen-Altenburg (* 4. Oktober 1801 in Hildburghausen; † 1. Juli 1870 in Altenburg) war Prinz von Sachsen-Hildburghausen, ab 1826 Prinz von Sachsen-Altenburg.

## Herkunft
Friedrich stammt aus dem 1826 in Haus Sachsen-Altenburg umbenannten Haus der Herzöge von Sachsen-Hildburghausen, einer ernestinischen Nebenlinie der Wettiner. Diese hatten Hildburghausen 1680 zur Residenz gewählt und das Land in den kommenden vier Generationen finanziell so heruntergewirtschaftet, dass 1769 eine kaiserliche Debitkommission zur Untersuchung der Forderungen der Gläubiger und Regulierung der Einnahmen und Ausgaben gebildet werden musste.

## Leben
Friedrich war ein Sohn von Herzog Friedrich von Sachsen-Hildburghausen (seit 1826 Herzog von Sachsen-Altenburg) und dessen Gemahlin Charlotte von Mecklenburg-Strelitz (1769–1818), Tochter des Herzogs Karl II. von Mecklenburg-Strelitz. Zur Unterscheidung von seinem gleichnamigen Vater wurde er oft der Jüngere genannt. Er war Bruder der Herzöge Joseph und Georg von Sachsen-Altenburg sowie der Königin Therese von Bayern, mit denen er gemeinsam erzogen wurde. Seit 1816 wurde er mit seinem Bruder Eduard am Fellenbergschen Institut in Hofwil in der Schweiz erzogen.
Am 25. Juni 1834 verlobte sich Friedrich in London mit Lady Maria Alathea Beatrice Talbot (1815–1858), Tochter des John Talbot, 15. Earl of Shrewsbury. Die Feierlichkeit wurde von Queen Adelaide, die wie Friedrich ebenfalls aus Südthüringen stammte, unter Anwesenheit zahlreicher Mitglieder des europäischen Hochadels ausgerichtet. Ludwig I. von Bayern, der Schwager des Bräutigams, erhob die katholische Lady Maria Alathea zu diesem Zweck mit dem Prädikat “Durchlaucht” als “Prinzessin von Bayern” in den Fürstenstand. Zur Eheschließung kam es jedoch nicht. Friedrich blieb unverheiratet und Mary Talbot heiratete 1839 Fürst Filippo Andrea Doria-Pamfili-Landi (1813–1876).
Nachdem der herzogliche Hof 1826 von Hildburghausen nach Altenburg gezogen war, verblieb Friedrich mit seinem Bruder Georg und seiner Schwester Charlotte, die von ihrem Ehemann getrennt lebte, bis 1849 in Hildburghausen, wo er im so genannten Bechmannschen Haus in Hildburghausen lebte, und übersiedelte anschließend nach Schloss Hummelshain. Zwar 1826 zum Hauptmann ernannt, blieb der Prinz Privatmann der sich der Armenversorgung widmete. Friedrich ist in der Altenburger Fürstengruft beigesetzt.

## Vorfahren
| Ahnentafel Friedrich von Sachsen-Altenburg (1801–1870) | Ahnentafel Friedrich von Sachsen-Altenburg (1801–1870) | Ahnentafel Friedrich von Sachsen-Altenburg (1801–1870) | Ahnentafel Friedrich von Sachsen-Altenburg (1801–1870) | Ahnentafel Friedrich von Sachsen-Altenburg (1801–1870) | Ahnentafel Friedrich von Sachsen-Altenburg (1801–1870) | Ahnentafel Friedrich von Sachsen-Altenburg (1801–1870) | Ahnentafel Friedrich von Sachsen-Altenburg (1801–1870) | Ahnentafel Friedrich von Sachsen-Altenburg (1801–1870) |
| ------------------------------------------------------ | --- | --- | --- | --- | --- | --- | --- | --- |
| Urgroßeltern                                           | Herzog Ernst Friedrich II. von Sachsen-Hildburghausen (1707–1745) ⚭ 1726 Gräfin Karoline zu Erbach-Fürstenau (1700–1758)                                        | Herzog Ernst Friedrich II. von Sachsen-Hildburghausen (1707–1745) ⚭ 1726 Gräfin Karoline zu Erbach-Fürstenau (1700–1758)                                        | Herzog Ernst August I. von Sachsen-Weimar-Eisenach (1688–1748) ⚭ 1734 Prinzessin Sophie Charlotte von Brandenburg-Bayreuth (1713–1747)                          | Herzog Ernst August I. von Sachsen-Weimar-Eisenach (1688–1748) ⚭ 1734 Prinzessin Sophie Charlotte von Brandenburg-Bayreuth (1713–1747)                          | Prinz Karl (Friedrich Ludwig) zu Mecklenburg (1708–1752) ⚭ 1735 Prinzessin Elisabeth Albertine von Sachsen-Hildburghausen (1713–1761)                           | Prinz Karl (Friedrich Ludwig) zu Mecklenburg (1708–1752) ⚭ 1735 Prinzessin Elisabeth Albertine von Sachsen-Hildburghausen (1713–1761)                           | Prinz Georg Wilhelm von Hessen-Darmstadt (1722–1782) ⚭ 1748 Gräfin Maria Luise Albertine zu Leiningen-Dagsburg-Falkenburg (1729–1818)                           | Prinz Georg Wilhelm von Hessen-Darmstadt (1722–1782) ⚭ 1748 Gräfin Maria Luise Albertine zu Leiningen-Dagsburg-Falkenburg (1729–1818)                           |
| Großeltern                                             | Herzog Ernst Friedrich III. Carl von Sachsen-Hildburghausen (1727–1780) ⚭ 1758 Prinzessin Ernestine Auguste Sophie von Sachsen-Weimar-Eisenach (1740–1786)      | Herzog Ernst Friedrich III. Carl von Sachsen-Hildburghausen (1727–1780) ⚭ 1758 Prinzessin Ernestine Auguste Sophie von Sachsen-Weimar-Eisenach (1740–1786)      | Herzog Ernst Friedrich III. Carl von Sachsen-Hildburghausen (1727–1780) ⚭ 1758 Prinzessin Ernestine Auguste Sophie von Sachsen-Weimar-Eisenach (1740–1786)      | Herzog Ernst Friedrich III. Carl von Sachsen-Hildburghausen (1727–1780) ⚭ 1758 Prinzessin Ernestine Auguste Sophie von Sachsen-Weimar-Eisenach (1740–1786)      | Großherzog Karl II. von Mecklenburg-Strelitz (1741–1816) ⚭ 1768 Prinzessin Friederike Caroline Luise von Hessen-Darmstadt (1752–1782)                           | Großherzog Karl II. von Mecklenburg-Strelitz (1741–1816) ⚭ 1768 Prinzessin Friederike Caroline Luise von Hessen-Darmstadt (1752–1782)                           | Großherzog Karl II. von Mecklenburg-Strelitz (1741–1816) ⚭ 1768 Prinzessin Friederike Caroline Luise von Hessen-Darmstadt (1752–1782)                           | Großherzog Karl II. von Mecklenburg-Strelitz (1741–1816) ⚭ 1768 Prinzessin Friederike Caroline Luise von Hessen-Darmstadt (1752–1782)                           |
| Eltern                                                 | Herzog Friedrich von Sachsen-Hildburghausen (ab 1826 Herzog von Sachsen-Altenburg) (1763–1834) ⚭ 1785 Prinzessin Charlotte von Mecklenburg-Strelitz (1769–1818) | Herzog Friedrich von Sachsen-Hildburghausen (ab 1826 Herzog von Sachsen-Altenburg) (1763–1834) ⚭ 1785 Prinzessin Charlotte von Mecklenburg-Strelitz (1769–1818) | Herzog Friedrich von Sachsen-Hildburghausen (ab 1826 Herzog von Sachsen-Altenburg) (1763–1834) ⚭ 1785 Prinzessin Charlotte von Mecklenburg-Strelitz (1769–1818) | Herzog Friedrich von Sachsen-Hildburghausen (ab 1826 Herzog von Sachsen-Altenburg) (1763–1834) ⚭ 1785 Prinzessin Charlotte von Mecklenburg-Strelitz (1769–1818) | Herzog Friedrich von Sachsen-Hildburghausen (ab 1826 Herzog von Sachsen-Altenburg) (1763–1834) ⚭ 1785 Prinzessin Charlotte von Mecklenburg-Strelitz (1769–1818) | Herzog Friedrich von Sachsen-Hildburghausen (ab 1826 Herzog von Sachsen-Altenburg) (1763–1834) ⚭ 1785 Prinzessin Charlotte von Mecklenburg-Strelitz (1769–1818) | Herzog Friedrich von Sachsen-Hildburghausen (ab 1826 Herzog von Sachsen-Altenburg) (1763–1834) ⚭ 1785 Prinzessin Charlotte von Mecklenburg-Strelitz (1769–1818) | Herzog Friedrich von Sachsen-Hildburghausen (ab 1826 Herzog von Sachsen-Altenburg) (1763–1834) ⚭ 1785 Prinzessin Charlotte von Mecklenburg-Strelitz (1769–1818) |
| Prinz Friedrich von Sachsen-Altenburg (1801–1870)      | | | | | | | | |